# Club des Patineurs de Lausanne
Club des Patineurs de Lausanne byl švýcarský klub ledního hokeje, který sídlil ve městě Lausanne v kantonu Vaud. Založen byl v roce 1908. Švýcarským mistrem se stalo Lausanne v sezóně 1910/11. Poslední účast v nejvyšší soutěži je datována k sezóně 1921/22. Zanikl v roce 1939.
Ve švýcarské nejvyšší soutěži působilo CdPL celkem osm sezón.

## Získané trofeje
- Championnat / National League A ( 1× )
  - 1910/11

## Přehled ligové účasti
Zdroj: 
- 1908–1916: Championnat National (1. ligová úroveň ve Švýcarsku)
- 1918–1919: Championnat National (1. ligová úroveň ve Švýcarsku)
- 1921–1922: Championnat National (1. ligová úroveň ve Švýcarsku)